# Kocioł pod Polskim Grzebieniem

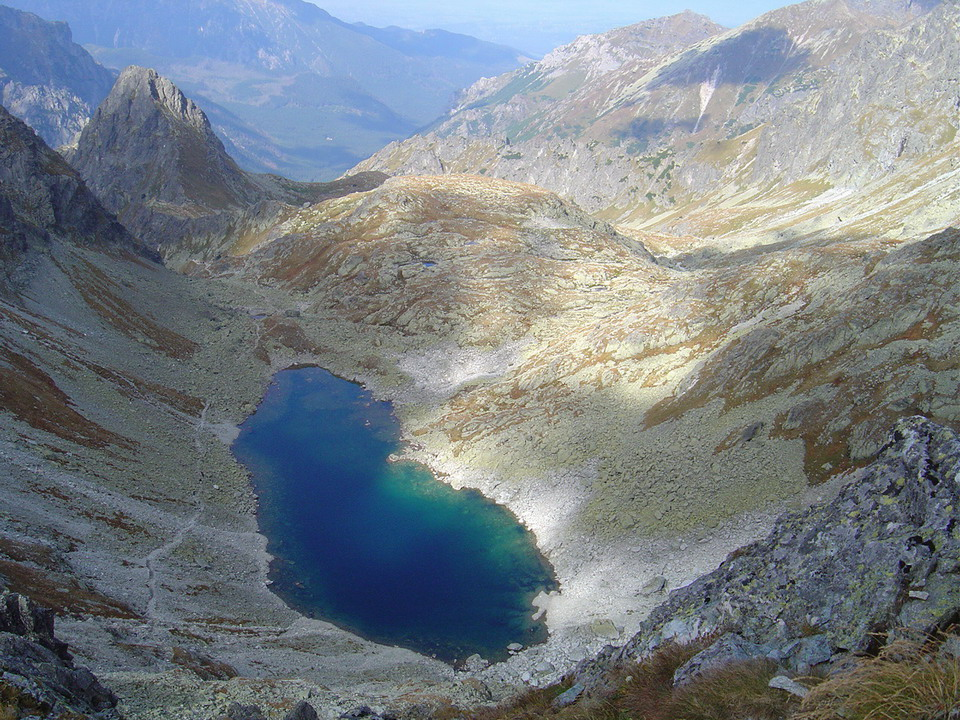
Kocioł pod Polskim Grzebieniem i Zmarzły Staw

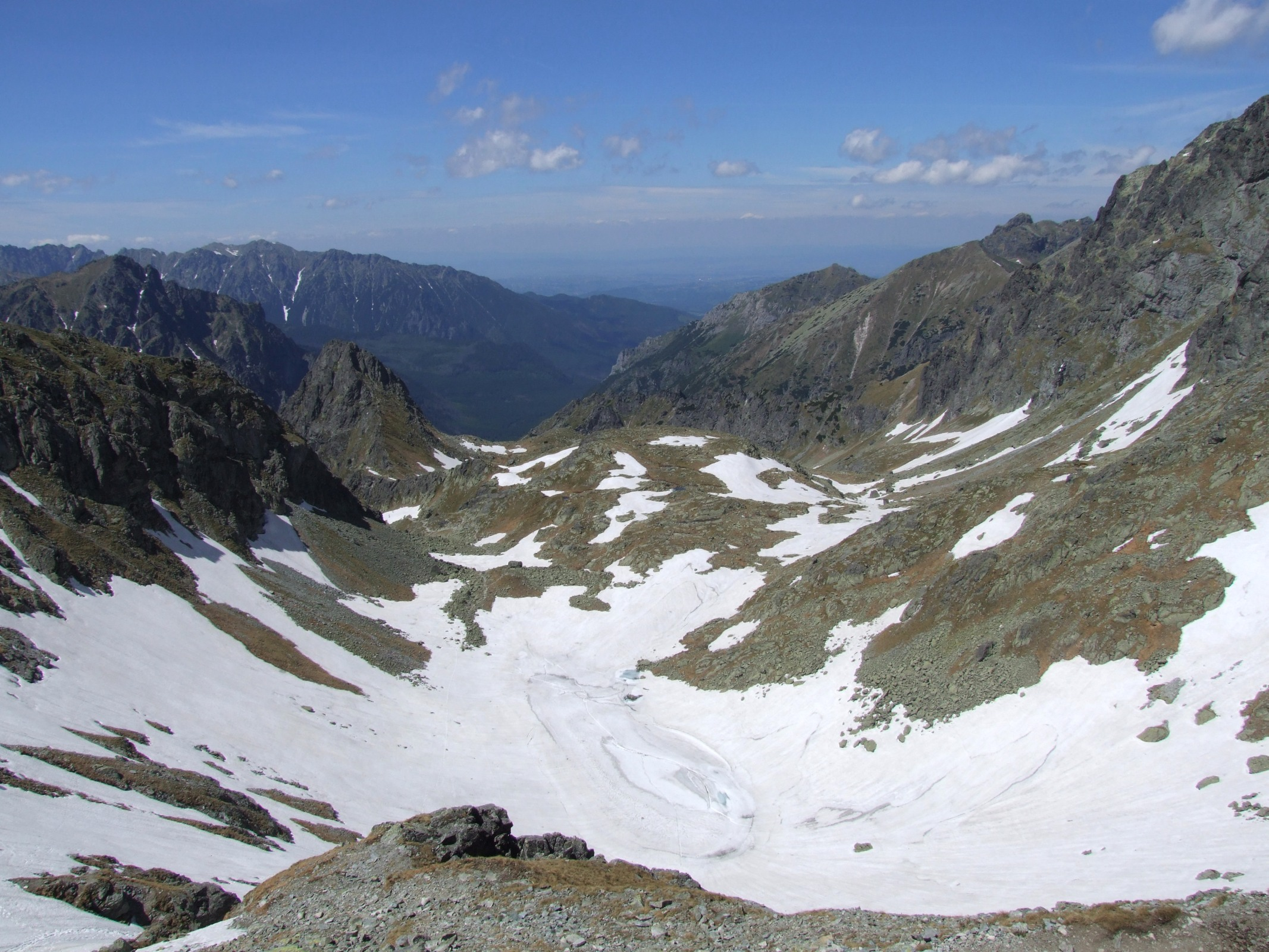
Widok z Polskiego Grzebienia (20 czerwca)

Kocioł pod Polskim Grzebieniem (słow. Zamrznutý kotol, Zamrznutý kotol pod Poľským hrebeňom, Zmrznutý kotol, niem. Kessel des Gefrorenen Sees, węg. Fagyott-tó-katlan) – kocioł polodowcowy stanowiący górną część Doliny Świstowej i Litworowej w słowackich Tatrach Wysokich. Znajduje się powyżej 150-metrowego progu skalnego nad Litworowym Stawem, u podnóża przełęczy Polski Grzebień.

## Opis
Na dnie Kotła pod Polskim Grzebieniem leży Zmarzły Staw pod Polskim Grzebieniem. Nieco na północ od niego znajduje się grupa małych stawków zwanych Zmarzłymi Okami, które podobnie jak część Zmarzłego Stawu bywają pokryte lodem i śniegiem do lata. Kocioł pod Polskim Grzebieniem ma tylko podziemne odpływy, rysowany na mapach potok spływający od Zmarzłego Stawu do Litworowego Stawu w rzeczywistości nie istnieje. Obszar tego kotła jest prawdopodobnie największym w całych Tatrach obszarem bezodpływowym. Otoczenie kotła jest prawdziwie alpejskie, a kra lodowa na stawie pływa często przez całe lato.
Kocioł pod Polskim Grzebieniem jest często odwiedzany przez turystów. Przechodzą tędy szlaki turystyczne biegnące z Doliny Białej Wody, Staroleśnej i Wielickiej.

## Topografia
Kocioł pod Polskim Grzebieniem ograniczony jest:
- od wschodu Dziką Turnią i częścią głównej grani Tatr Wysokich łączącej Dziką Turnię z Małą Wysoką
- od południa Małą Wysoką, przełęczą Polski Grzebień i Wielickim Szczytem
- od zachodu granią boczną odchodzącą na północ od Wielickiego Szczytu i Litworową Przehybą, która oddziela go od Doliny Litworowej
- od północy przez rygiel skalny, który oddziela go od Doliny Świstowej, wznosi się na ok. 30 m powyżej Zmarzłego Stawu i tworzy masyw Hrubej Turni.

## Szlaki turystyczne
– niebieski szlak z Łysej Polany Doliną Białej Wody i Doliną Litworową, wiedzie obok Litworowego Stawu i dalej do Kotła pod Polskim Grzebieniem i na Rohatkę, stamtąd w dół na wschód do Schroniska Zbójnickiego w Dolinie Staroleśnej.
- Czas przejścia z Łysej Polany do rozdroża pod Polskim Grzebieniem: 4:55 h, ↓ 4:25 h
- Czas przejścia od rozdroża na Rohatkę: 45 min, ↓ 35 min
- Czas przejścia z Rohatki do schroniska: 55 min, ↑ 1:15 h

  – zielony szlak w Dolinie Świstowej od szlaku niebieskiego na przełęcz Polski Grzebień, a stamtąd do Doliny Wielickiej.
- Czas przejścia od rozdroża na Polski Grzebień: 15 min w obie strony
- Czas przejścia z przełęczy nad Wielicki Staw: 1:30 h, ↑ 2 h